# Veríssimo Correia Seabra
Veríssimo Correia Seabra (Bissau, 17 de fevereiro de 1947 — 6 de outubro de 2004) foi um general da Guiné-Bissau, Chefe do Estado-Maior General das Forças Armadas, conhecido por liderar o golpe que depôs Kumba Yalá para, diz ele, “repor a legalidade constitucional” em 14 de Setembro de 2003.

## Biografia
Filho de pai cabo-verdiano e mãe da etnia manjaco, Correia Seabra nasceu em Bissau sendo pertencente à minoria étnica de papel. Em 1963, aos 16 anos, Correia Seabra aderiu ao Partido Africano para a Independência da Guiné e Cabo Verde (PAIGC) como guerrilheiro para lutar contra o domínio colonial português. Três anos mais tarde, foi enviado para a Bulgária para estudar engenharia electrónica. 1971 frequentou a formação em artilharia antiaérea numa escola de artilharia na União Soviética. 
Ao voltar para a guerra na Guiné-Bissau, passou a ser responsável por uma unidade de artilharia perto da fronteira ao sul com a Guiné. Em 1976, depois da independência do seu país, foi enviado a Portugal para treino de oficial.
Em setembro de 2003 assumiu liderança do estado guineense por o golpe de estado. Acusou Kumba Yalá de nulidade, de abuso de poder, prisões arbitrárias e fraude eleitoral no período de recenseamento.
Um ano após sua presidência, ele foi assassinado por soldados por espancamento por motivos de falta de pagamento.